# Fasciculacmocera griseovaria
Fasciculacmocera griseovaria är en skalbaggsart som beskrevs av Stefan von Breuning 1966. Fasciculacmocera griseovaria ingår i släktet Fasciculacmocera och familjen långhorningar. Inga underarter finns listade i Catalogue of Life.